# وياه (ألبوم)
وياه هو الالبوم الرابع والعشرين للفنان المصري عمرو دياب، تم إصداره عام 27 يوليو 2009 من إنتاج شركة روتانا للصوتيات والمرئيات.

## مبيعات
بعد النجاح الكبير لألبوم الليلادي في 2007، وحصوله على جائزة الميوزك اوورد العالمية، الجميع كان ينتظر عمرو دياب والألبوم القادم، وكيف سيكون مستواه. فقد فاجئ عمرو الجميع بألبوم فاق كل التوقعات، من حيث الألحان الأداء والكلمات القوية.
صدر ألبوم وياه في شهر يونيو 2009، من إنتاج شركة روتانا الذي لم يتعد اليوم الأول من صدوره حتى تصدر المبيعات في مصر بنسبة مبيعات هائلة، وقد أزاح ألبوم نفسي أحبك
أنغام إلى المرتبة الثانية.
بعد ذلك بدأ عمرو دياب بتصدر المبيعات في سباقات الفيرجن ميغا ستور في جميع أنحاء الوطن العربي. مصر، لبنان، الأردن، قطر، البحرين، الإمارات (بكل إماراتها)، الجزائر، المغرب، تونس، السعودية (جدة)، السعودية (الرياض).

## قائمة الأغاني
| الرقم | اسم الاغنية      | المدة | الشاعر          | الملحن                        | الموزع      |
| ----- | ---------------- | ----- | --------------- | ----------------------------- | ----------- |
| 1     | وياه             | 04:53 | تامر حسين       | عمرو مصطفى                    | حسن الشافعي |
| 2     | بقدم قلبي        | 02:58 | أيمن بهجت قمر   | عمرو مصطفى                    | حسن الشافعي |
| 3     | إلا حبيبي        | 03:24 | عبد المنعم طه   | محمد الأمين حسن بك وعمرو دياب | حسن الشافعي |
| 4     | اللّٰه على حبك إنت | 03:41 | مجدي النجار     | عمرو مصطفى                    | حسن الشافعي |
| 5     | يهمك فإيه        | 04:08 | أيمن بهجت قمر   | محمد يحيى                     | حسن الشافعي |
| 6     | حلوة الايام      | 03:51 | خالد تاج الدين  | عمرو دياب                     | حسن الشافعي |
| 7     | طمني             | 02:51 | خالد تاج الدين  | البدري الكلباش                | حسن الشافعي |
| 8     | مالك             | 04:08 | أيمن بهجت قمر   | عمرو دياب                     | حسن الشافعي |
| 9     | وحياتي خليكي     | 03:51 | عبد المنعم طه   | عمرو طنطاوي                   | حسن الشافعي |
| 10    | عيني وانا شايفه  | 03:23 | بهاء الدين محمد | عمرو مصطفى                    | حسن الشافعي |
| 11    | آه من الفراق     | 04:29 | بهاء الدين محمد | عمرو دياب                     | حسن الشافعي |
| 12    | بعدت ليه         | 04:11 | هاني عبد الكريم | خالد عز                       | حسن الشافعي |

## فريق العمل
- غناء ورؤية فنية للألبوم: عمرو دياب
- التوزيع الموسيقى للألبوم : حسن الشافعي
- الإدارة الفنية : أحمد زغلول
- تصوير وتصميم البوستر والغلاف : كريم نور
- التسجيل والمكساج والديجتال ماستر : م \ تونى كزينس بإستديوهات متروبوليس - لندن